# マイケル・スタウト

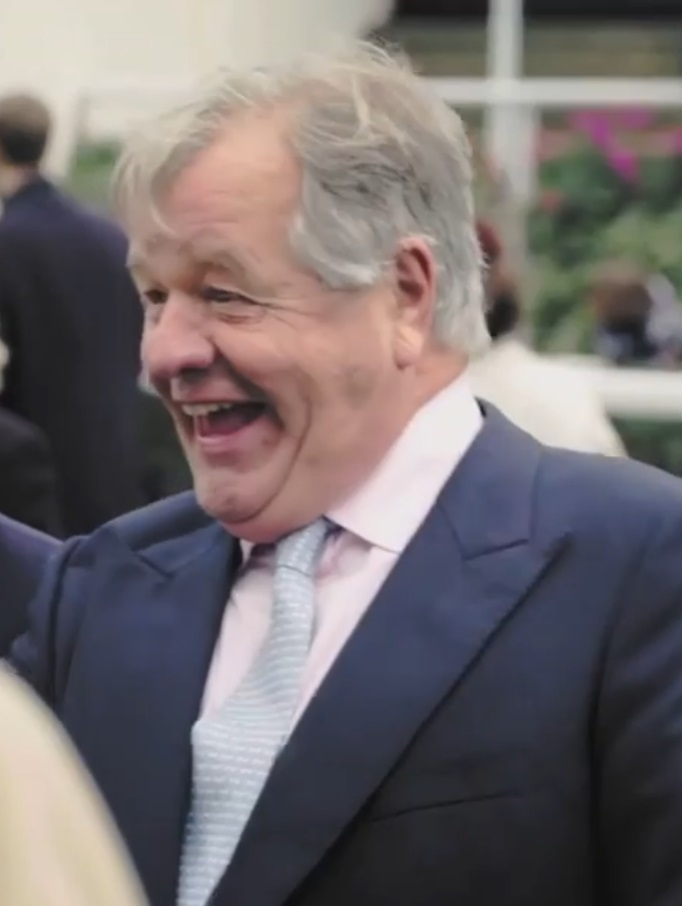
サー・マイケル・スタウト (2022)

サー・マイケル・スタウト（Sir Michael Ronald Stoute、1945年10月22日 - ）は、イギリス・ニューマーケット競馬場にフリーメイソンロッジステーブルを構えていた元調教師。子供が2人いる。

## 来歴
1945年、当時イギリス領であったバルバドスに生まれる。19歳でイギリスに渡り、いくつかの厩舎での修行を経て1972年に調教師免許を取得し、厩舎を開業した。
1978年、フェアサリニアでオークスを勝ちGI初制覇。同馬はアイリッシュオークスとヨークシャーオークスも制し、ヨーロッパオークス三冠を達成した。1981年にはシャーガーでダービーステークスを初制覇。同年、初のイギリス平地リーディングトレーナー（獲得賞金順）に輝く。以来ダービーステークスを5勝、イギリス平地リーディングを10度獲得するなど、欧州を代表するトップトレーナーの1人として活躍している。1998年には、エリザベス2世からナイトの称号を授与された。
厩舎の主戦騎手はコンデュイット・ワークフォースなどに騎乗したライアン・ムーア。過去にはシャーガー・シャーラスタニなどに騎乗したウォルター・スウィンバーンらが務めた。
日本でもジャパンカップを1996年シングスピール、1997年ピルサドスキーで連覇している。同レースを2勝した最初の調教師であり、現在のところ異なる馬で同レースを2連勝している唯一の調教師でもある。
2024年シーズンをもって調教師を引退した。

## 表彰
- イギリス平地首位調教師 - 1981年、1986年、1989年、1994年、1997年、2000年、2003年、2005年、2006年、2009年
- アイルランド平地首位調教師 - 1986年

## 主な管理馬
- フェアサリニア（1978年オークス、アイリッシュオークス、ヨークシャーオークス）
- シャーガー（1981年ダービーステークス、アイリッシュダービー、キングジョージ6世&クイーンエリザベスダイヤモンドステークス）
- シャリーフダンサー（1983年アイリッシュダービー）
- ソニックレディ（1986年アイリッシュ1000ギニー、サセックスステークス、ムーラン・ド・ロンシャン賞）
- シャーラスタニ（1986年ダービーステークス、アイリッシュダービー）
- グリーンデザート（1986年ジュライカップ）
- シャーディー（1989年アイリッシュ2000ギニー、セントジェームズパレスステークス）
- オペラハウス（1993年コロネーションカップ、エクリプスステークス、キングジョージ6世&クイーンエリザベスダイヤモンドステークス）
- エズード（1993年・1994年インターナショナルステークス、1994年エクリプスステークス）
- シングスピール（1996年カナディアンインターナショナルステークス、ジャパンカップ、1997年ドバイワールドカップ、コロネーションカップ、インターナショナルステークス）
- ピルサドスキー（1996年バーデン大賞、ブリーダーズカップ・ターフ、1997年エクリプスステークス、アイリッシュチャンピオンステークス、チャンピオンステークス、ジャパンカップ）
- キングズベスト（2000年2000ギニー）
- ペトルーシュカ（2000年アイリッシュオークス、ヨークシャーオークス、オペラ賞）
- ダリアプール（2000年コロネーションカップ、香港ヴァーズ）
- カラニシ（2000年チャンピオンステークス、ブリーダーズカップ・ターフ）
- ゴーラン（2001年2000ギニー、2002年キングジョージ6世&クイーンエリザベスダイヤモンドステークス）
- メディシアン（2001年ロッキンジステークス、エクリプスステークス）
- イズリントン（2002年・2003年ヨークシャーオークス、2002年ナッソーステークス、2003年ブリーダーズカップ・フィリー&メアターフ）
- ラシアンリズム（2003年1000ギニー、コロネーションステークス、ナッソーステークス、2004年ロッキンジステークス）
- クリスキン（2003年ダービーステークス）
- ノースライト（2004年ダービーステークス）
- ピアレス（2005年サンチャリオットステークス、2006年ロッキンジステークス）
- ノットナウケイト（2007年タタソールズゴールドカップ、エクリプスステークス）
- アスク（2009年コロネーションカップ、ロワイヤルオーク賞）
- コンデュイット（2008年・2009年ブリーダーズカップ・ターフ、2008年セントレジャーステークス、2009年キングジョージ6世&クイーンエリザベスステークス）
- ワークフォース（2010年ダービーステークス、凱旋門賞）
- ハービンジャー（2010年キングジョージ6世&クイーンエリザベスステークス）
- クイーンズトラスト (2016年BCフィリー&メアターフ)
- ユリシーズ (2017年エクリプスステークス、インターナショナルステークス)
- ポエッツワード (2018年プリンスオブウェールズステークス、キングジョージ6世&クイーンエリザベスステークス)
- エキスパートアイ（2018年BCマイル）
- クリスタルオーシャン (2019年プリンスオブウェールズステークス)
- デザートクラウン (2022年ダービーステークス)